# Benimakia lanceolata
Benimakia lanceolata is een slakkensoort uit de familie van de Fasciolariidae. De wetenschappelijke naam van de soort is voor het eerst geldig gepubliceerd in 1847 door Reeve.